# Кристопчук Микола Антонович
Микола Антонович Кристопчу́к (псевдонім — Кристо; 12 вересня 1934, Застав'я — 22 вересня 2006, Львів) — український живописець і педагог; член Спілки радянських художників України з 1970 року.

## Життєпис
Народився 12 вересня 1934 року в селі Застав'ї (нині Рівненський район Рівненської області, Україна). Після проходження строкової служби у Військово-морському флоті протягом 1958—1964 років навчався на кафедрі монументального живопису Львівського інституту прикладного та декоративного мистецтва, був учнем Данила Довбошинського, Вітольда Манастирського, Романа Сельського. Дипломна робота — декоративні панно «Шевченко та народне мистецтво», «Будівники Львова» для Палацу культури «Будівельник» по вулиці Стефаника у місті Львові (керівник Роман Сельський, оцінка — відмінно).
Після здобуття мистецької освіти працював у Львівському художньо-виробничому комбінаті художником монументального цеху. Виконував мозаїки та розписи по містах України, Молдавії, на Кавказі, у Сибіру.
З 1993 року викладав у Львівському інституті прикладного та декоративного мистецтва, де 1995 року став одним із організаторів та завідувачем кафедри сакрального мистецтва. Серед учнів: Дмитро Приймак. Мешкав у Львові в будинку на вулиці Тернопільській, № 1А, квартира № 47. Помер у Львові 22 вересня 2006 року.

## Творчість
Працював у галузях монументального і станкового живопису (створював тематичні та історичні картини, портрети, пейзажі, натюрморти). Серед робіт:
- «Батьківське подвір'я» (1965);
- «В молдавському селі» (1966);
- «Дума про Богдана Хмельницького» (1967);
- «Козак Мамай і чужа молодиця» (1968);
- «Шаткування капусти» (1968);
- «Вітай, Богдане» (1968);
- «Козак Мамай» (1969);
- «Богдан Хмельницький» (1970);
- «Молдавські простори» (1970);
- «Шахтарі Червонограда» (1972);
- «Застав'я зимою» (1976);
- «Натюрморт із хлібом» (1981);
- «Натюрморт з кафлями» (1981);
- «Церква в Застав'ї» (1981);
- «Мати і батько» (1982);
- «Косівський натюрморт» (1983);
- «Софія Київська» (1987);
- «Маруся Богуславська» (1988);
- «Смуток Марії» (1990);
- «Чорні рови» (1990);
- «Стилізовані квіти» (1991);
- «Гуцульський пасхальний натюрморт» (1991);
- «Гетьман Данило Апостол» (1991);
- «Свічник із Христом» (1992);
- «Сотник Іван Гонта» (1993);
- «Гетьман Михайло Дорошенко» (1993);
- «Гетьман Іван Брюховецький» (1993);
- «Гетьман Павло Полуботок» (1993);
- «Гетьман Іван Виговський» (1993);
- «Гетьман Самійло Зборовський» (1993);
- «Гетьман Тихон Байбуза» (1993);
- «Лук'ян Чорнинський» (1994);
- «Львівська Божа Мати» (1994);
- «Посланець волі Сагайдачний» (1995);
- «Богдан Хмельницький під Львовом» (1995);
- «Юрій Змієборець» (1998);
- «Йосип і Марія» (2000);
- «Христос на престолі» (2001);
- «Тайна вечеря» (2001);
- «Мамай України» (2001);
- «Святий Юрій» (2002);
- «Хресна дорога» (2002);
- «Гетьман Іван Мазепа» (2003);
- «Козак Мамай на могилі» (2004);
- «Дівчина з ободком» (2004);
- «Козак на сторожі» (2004);
- «Матір Божа з дитятком» (2004);
- «Покладення до гробу» (2004);

серії
- «Натюрморти із гуцульськими атрибутами» (1972);
- «Кримські і карпатські пейзажі» (1975).

мозаїки
- «Сільське господарство» у Будинку культури села Миколаєва Львівської області (1968);
- «Авіація» в аеропорту міста Мінеральні Води Ставропольського краю (1969).

Брав участь у республіканських і всесоюзних художніх виставках з 1967 року. За життя провів понад двадцять персональних виставок, зокрема у Львові у 1970, 1984, 1988 роках, Рівному у 1986, 1996 роках, Києві у 1995, 1997 роках. Його персональна виставка в Києві 1995 року — «Портрети гетьманів України», експонувалася у Музеї гетьманства, якому митець подарував більше 10-ти портретів гетьманів, а його портрет «Ми, Богдан» є візитною карткою Музею.
У 2002 році видав книгу «Синтез технік монументального мистецтва у храмовій архітектурі».